# 브르노 천문시계

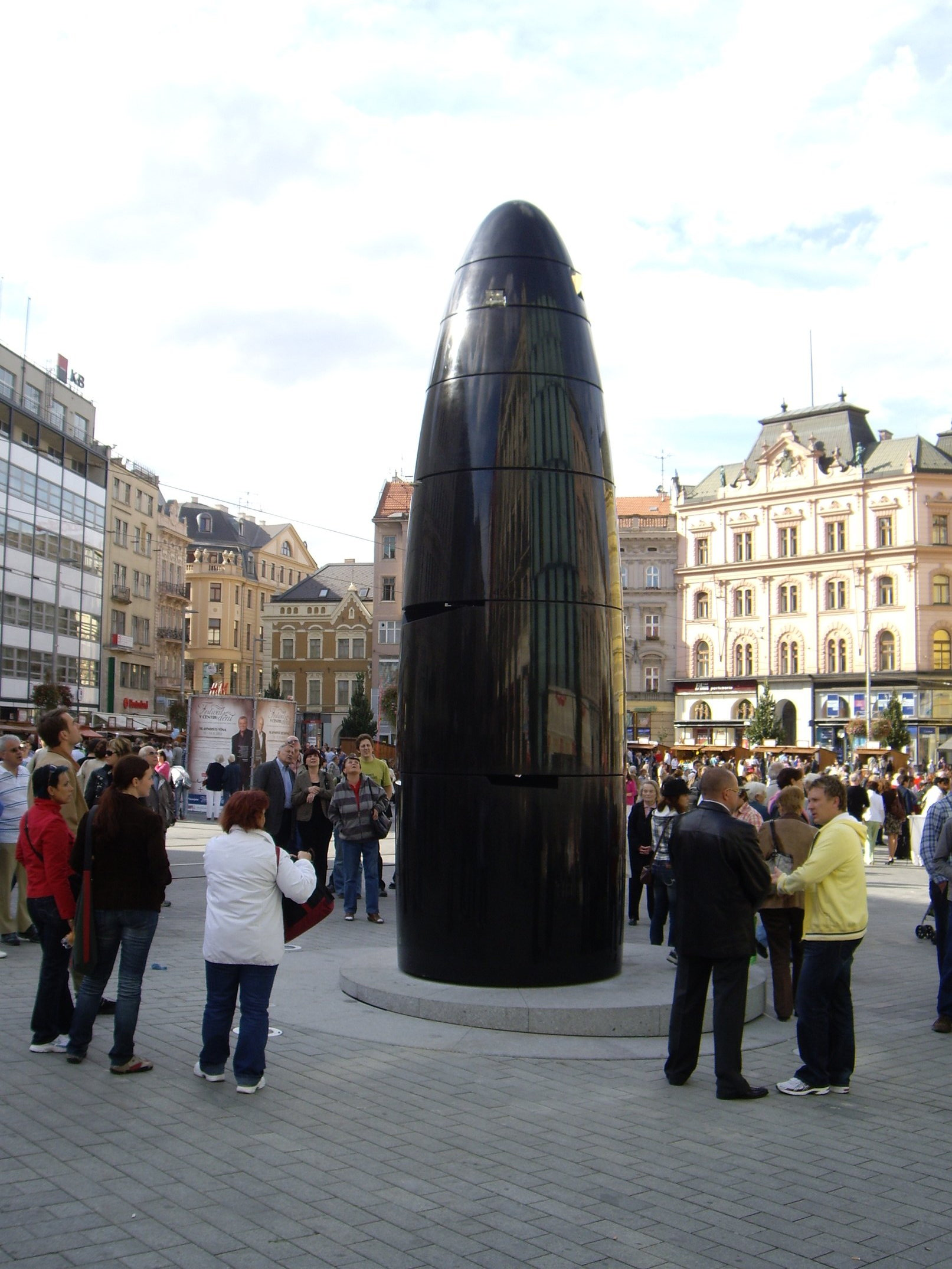
브르노 천문시계

브르노 천문시계(체코어: Brněnský orloj)는 체코 남모라바주 브르노 자유광장에 있는 검은 돌 기념물이다. 이 기념물은 브르노 시장인 로만 온데르카가 제안했으며 올드르지흐 루이브르와 페트르 카메니크가 제작했다. 매일 오전 11시에 시계에서 유리 구슬이 떨어지고, 관람객은 기념물에 있는 네 개의 구멍 중 하나에서 구슬을 잡아 기념품으로 가져갈 수 있다. 시계는 30년 전쟁 중 스웨덴의 포위 공격에 브르노가 저항한 지 365주년을 맞아 2010년 9월 18일에 공개되었다. 이 기념물은 대중적으로 천문시계로 알려져 있지만, 실제로는 천문시계가 아니며 공식적으로는 시계태엽장치라고 불린다. 시계를 만드는 데 3년이 걸렸다. 또한 이 기념물은 남근 모양인 이유로 인기를 끌고 있다.